# La Collada de Sant Roc
La Collada de Sant Roc és un coll a 725,2 m. alt. situat a l'àmbit de l'antic poble de Prullans, al costat sud del Mas de Ciutat.
Pertany al terme municipal de Tremp, dins de l'antic municipi de Fígols de Tremp.
Hi passa la carretera C-1311 de Tremp al Pont de Montanyana, en el punt quilomètric número 3.